# Mixteques

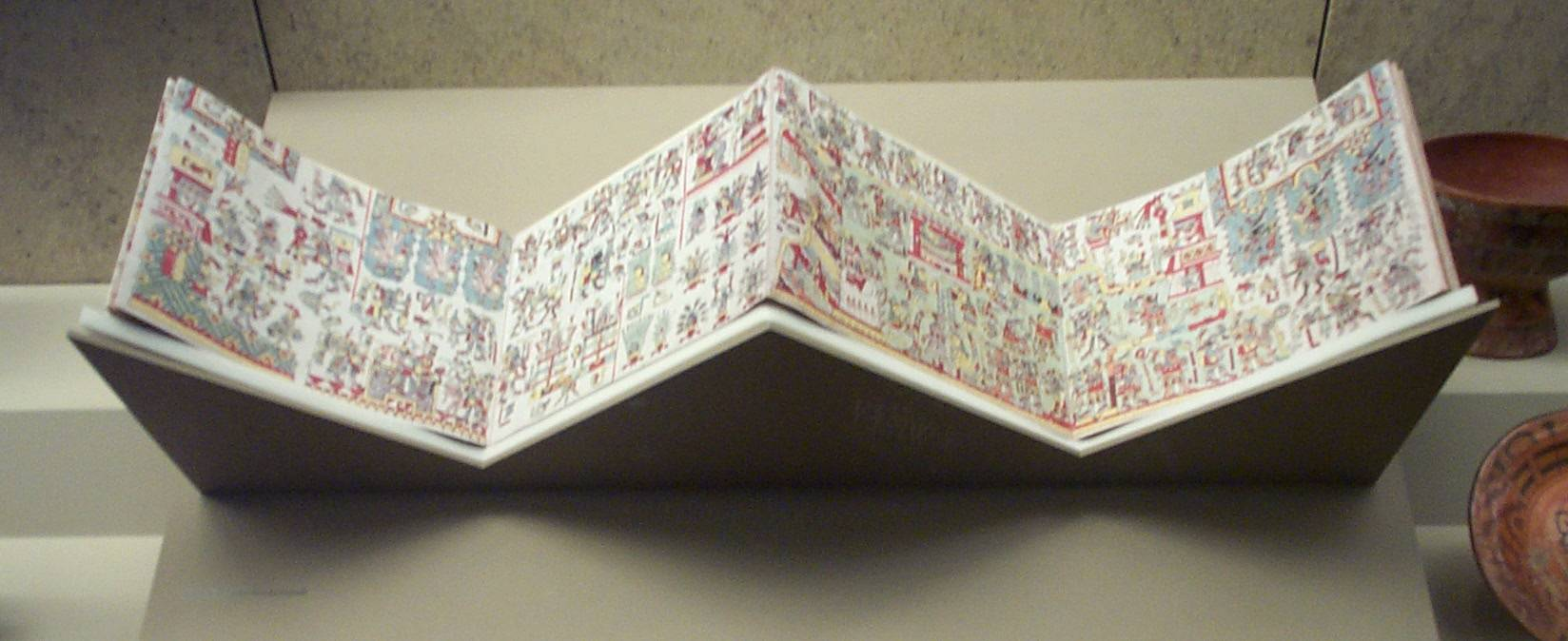
Còdex Zouche-Nuttall, dels escrits mixtecs precolombins

Els mixteques són un poble indígena de Mèxic que habita l'estat d'Oaxaca, i al sud de l'estat de Puebla, a la regió coneguda pels asteques com Mixtecapan ('país dels mixteques') o Mixtlán ('lloc de núvols'). Es diuen a si mateixos ñuu savi, ñuu djau, ñuu davi o naa savi, depenent de la variant dialectal de la seva llengua i que en català significa 'poble de la pluja'. L'àrea de Mixtecapan va ser anomenada pels espanyols La Mixteca.

## Història
Durant l'època prehispànica, els mixteques van formar una de les civilitzacions més desenvolupades de Mesoamèrica, i encara es poden trobar ruïnes de llurs ciutats, com ara Tilantongo, la seva capital antiga. Els mixteques van prendre control de la ciutat de Monte Albán, la qual va ser fundada pels zapoteques, i la van expandir. Els productes artesans mitxteques en pedra, fusta i metall eren reconeguts en tota la regió mesoamericana. Van ser conquerits pel hueyi tlatoani asteca Ahuitzotl, 30 anys abans de l'arribada dels espanyols. Van resistir feroçment el govern colonial espanyol, però van ser subjugats per les forces de Pedro de Alvarado.

### Fases de l'evolució cultural mixteca
Tot i que l'arqueologia a la seva zona és incipient, la seva evolució cultural és definida per quatre fases seguides per la irrupció de llogarets per cacera i recol·lecció de bandes del període Arcaic, i són:
- Cruz (1500-200 aC)
- Ramos (200 aC-300)
- Las Flores (300-1000)
- Natividad (1000-1250)

Segons els treballs d'Alfonso Caso i d'altres, indiquen que entre el 200 aC i el 900 les ciutats estat desenvolupades de Mixteca Alta eren dominades per Monte Albán, capital dels zapoteques de la vall d'Oaxaca. Les comunitats mixteques més prominents que ocupaven l'estratègica vall de Nochixtlán eren Yucuita, Yucuñudahui, Cerro Jasmín, Jaltepec i Yucu Yoco-Mogote del Cacique, situades entre les modernes Jaltepec i Tilantongo.
Entre el 1000 i el 1100 la regió fou testimoni d'un canvi dramàtic d'organització social. Les grans comunitats centralitzades clàssiques foren abandonades, succeïdes per nombrosos regnes petits durant el període Postclàssic. Les raons precises per aquest canvi tan dràstic són inexplicables, però indubtablement van lligades als esdeveniments de tota Mesoamèrica d'aquell temps.
Vuit manuscrits històrics nadius (els "Códices mixtecas") recollien la fundació de poderosos regnes postclàssics i llurs principals dinasties. Segons ells, els centres del Clàssic foren minats per disputes internes entre les múltiples famílies regnants. El següent període fou testimoni de la puixança d'una fraccionalitzada noblesa de segona categoria, epitomitzada per l'heroi cultural Vuit cérvol urpa de jaguar, la biografia del qual es troba als còdexs Zouche-Nuttall, Bodley i Colombino-Becker.
A l'arribada dels espanyols a la regió, Tilantongo era la principal casa reial mixteca. Mai no foren subjectes a la devastació de la conquesta com ho foren els asteques o mexiques. Entre el 1525 i el 1530 els imposaren moltes encomiendas, i els dominics hi construïren moltes esglésies, com el monestir de Yanhuitlán. Cap al 1545 els conflictes entre els cacics, encomenderos i frares amenaçaven de destruir el fràgil conflicte social, però els capellans feren de mitjancers i els cacics perderen molts poders.
El 1842, comandats per Dionisio Arriaga, es revoltaren amb els tlapaneques i amuzgo quan un hisendat va assotar un arrendatari morós, i uns 4.000 indis ocuparen Chilapa. El 1843 foren vençuts a Matlata i dispersats, i el general Juan Álvarez aprofità l'avinentesa per enderrocar Santa Anna i afusellar Arriaga. El 1857 es revoltaren novament a Nochixtlán i Tlaxiaco.

## Localització actual
Avui dia els mixteques viuen principalment a la regió occidental de l'estat d'Oaxaca, i algunes comunitats s'estenen als estats veïns de Guerrero i Puebla. Els pobles mixteques són dividits en tres àrees geogràfiques i culturals: 
- La Mixteca Alta, dels pobles de les muntanyes
- La Mixteca Baixa, dels pobles al nord i a l'oest de les muntanyes
- La Mixteca de la Costa, dels pobles de la costa de l'oceà Pacífic

## Demografia i llengua
El cens del 2000 va registrar 726.601 mixtecs dels quals al voltant del 70% encara parla la llengua mixteca. La llengua mixteca pertany a la família otomang, i es dividia en 7 complexos dialectals: 
- Mixteca Baixa
- Coatzospan-cuaymecalco
- de la Costa
- de Guerrero
- de Yanhuitlán-Culiapan
- Teposcoluca-tilantongo
- Tíaxiaco-Achiutla